# ناحیه فرنچ لیک، شهرستان رایت، مینه سوتا
ناحیه فرنچ لیک (به انگلیسی: French Lake Township) یک منطقهٔ مسکونی در ایالات متحده آمریکا است که در شهرستان رایت، مینه‌سوتا واقع شده‌است.
 ناحیه فرنچ لیک ۹۱٫۹ کیلومتر مربع مساحت و ۱٬۱۳۰ نفر جمعیت دارد و ۳۱۴ متر بالاتر از سطح دریا واقع شده‌است.